# Francis Alphonsus Bourne
Francis Alphonsus Bourne, angleški duhovnik, škof in kardinal, * 23. marec 1861, Clapham, † 31. december 1934.

## Življenjepis
11. junija 1884 je prejel duhovniško posvečenje.
27. marca 1896 je bil imenovan za soškofa Southwarka in za naslovnega škofa Epifanie; 1. maja istega leta je prejel škofovsko posvečenje. Škofovski položaj je nasledil 9. aprila 1897.
11. septembra 1903 je postal nadškof Westminstra.
27. novembra 1911 je bil povzdignjen v kardinala in imenovan za kardinal-duhovnika S. Pudenziana.